# Pürkerec
Pürkerec a hétfalusi csángók egyik települése Romániában, Brassó megyében.

## Fekvése
Brassótól keletre, a Zajzon-patak jobb partján, Zajzon és Tatrang közt fekvő település.

## Története
Pürkerec 1450 körül említi először oklevél. Ekkor már temploma is épült és anyaegyháza lett Tatrangnak és Zajzonnak is. 1500-ban Purkeretz, 1504-ben Bwrkerecz, 1625-ben Pulkeretz, 1760-ban Pürkeretz néven írták.
1513-ban egy oklevél már említette Mária Magdolna névre szentelt templomát. Ez a középkori templom ma is áll. 1767-ben egy tűzvészben az egész falu leégett, csak a temploma maradt meg. 1794-ben Toronygomb krónikát írt Krizbai Deák András pürkereci evangélikus lelkipásztor (Csángó Naptár 1926).
1808-ban Purkerecz, 1861-ben Purkerécz-nek írták.
1888-ban Pürkerecz Brassó vármegye Hétfalusi járásához tartozott. 1891-ben 2036 magyar és román lakosa volt. 1910-ben 2097 lakosa volt, ebből 1072 magyar, 1016 román, melyből 19 református, 1042 evangélikus, 1016 görögkeleti ortodox volt.

## Nevezetességek
- Evangélikus temploma
- Ortodox temploma 1912 - 1915 között épült.

## Hiedelmek, babonák, népszokások

### Termésvarázslás
Pürkerecen a régi időktől szokásban volt az úgynevezett terményvarázslás, mely mágikus eljárás célja a termés bőségének biztosítása volt.
A terményvarázslás főként a földművelő munkák olyan fontos időszakaihoz kapcsolódott, mint a szántás, vetés, termésgondozás, aratás, feldolgozás.
A termésvarázslás célja elsősorban az időjárás befolyásolása volt, de ezzel egyidőben hatni kívántak közvetlenül a termés mennyiségére, minőségére is.
A terményvarázslással  igyekeztek elhárítani az állatok által közvetlenül okozott károkat és a rontás eredményének tartott bajokat.
A termésvarázslás módjai:
- Anyatejjel öntötték le a vetőmagot, hogy bőséges termés legyen
- Terhes asszony ingén eresztették át a gabonát.
- A vetés kezdetekor egy-egy marék magot hajítottak a hátuk mögé imádkozás közben; a verebeknek, tolvajoknak, szegényeknek.
- A szomszéd földjébe dugott néhány szem gabona fölött pedig azt mondták: "Verebek, madarak, ezt egyétek meg!"
- A mák vetésekor pedig szélesre fújták az arcukat, ökölbe szorították a kezüket, hogy a mák gubója nagy és tömött legyen.

### Borica-tánc
Ez a Brassó környéki hétfalusi csángók máig élő táncos szokása, melyet a régi időkben egész farsang idején; a múlt század hetvenes éveitől azonban már csak karácsony másnapján járják.
A Borica kifejezetten a férfiak tánca.
A táncot színes szalagokkal díszített boricatáncosok járták, magukat színes szalagokkal díszítették, térd alatt csörgőt, a lábbelin pedig csörgős sarkantyút viselnek és úgynevezett csákány vagy lapocka egészíti ki felszerelésüket.

## Híres emberek
- Itt született 1882. augusztus 16-án Buna Anna református pedagógus és szakíró
- Itt született 1931. július 18-án Barkó György romániai magyar színész.